# Автомагістраль М8 (Росія)
Автомагістраль М8 або Автомагістраль «Холмогори» — автомобільна дорога федерального значення Москва — Ярославль — Вологда — Архангельськ. 
Довжина: 1271 км.
Кількість смуг на виїзд із Москви — 6.
Особливості траси: дорога вирізняється високою інтенсивністю руху. Основне місце заторів — від МКАДу до міста Корольов та селище Тарасівка (зі звуженням траси до двох смуг у кожний бік). Від міста Вологда якість дорожнього покриття різко погіршується.
Частина дороги М8 з Москви до Ярославля входить до складу європейського маршруту Е115.

## Маршрут

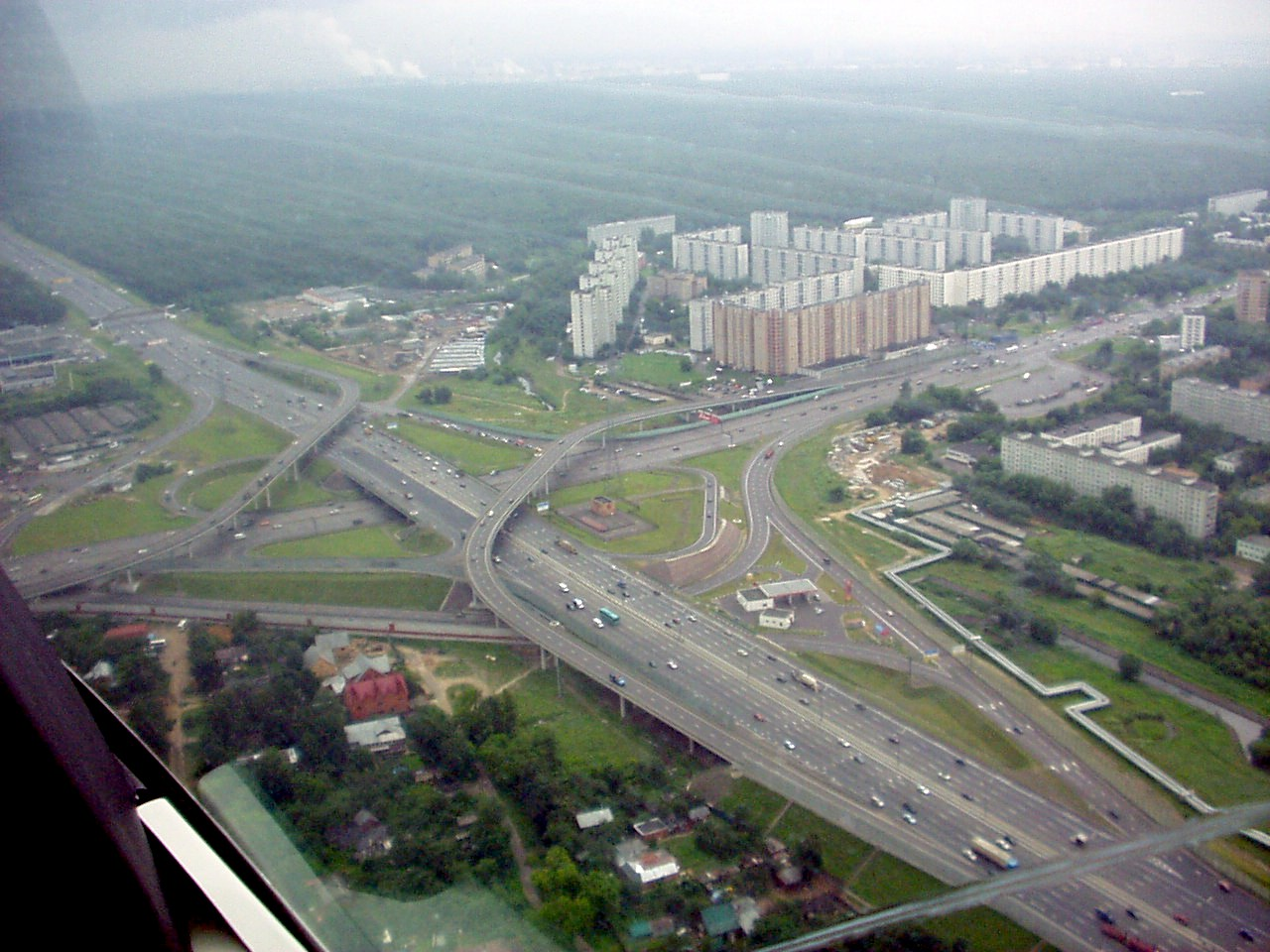
Розвилка M8 та МКАД

0 км – Москва
Московська область
17 км – Пушкіно
27 км – Лісний, перетин A107
58 км – Сергієв Посад, перетин A108
Владимирська область
80 км – Дворики, відгалуження R75 на Александров (25 km)
Ярославська область
123 км – Переславль-Залєський
165 км – Петровське
189 км – Ростов
218 км – Шопша
246 км – Ярославль
292 км – Туфаново
315 км – Данилов
344 км – Пречисте
Вологодська область
396 км – Грязовець
441 км – Вологда
468 км – Сокол
476 км – Кадников
505 км – Чекшино
556 км – Михайловське
607 км – Шелота
642 км – Сметанино
661 км – Верховаж'є
Архангельська область
720 км – Вельськ
805 км – Ровдіно
860 км – Шипуновська, відгалуження на Шенкурськ (6 km)
963 км – Березник
1152 км – Холмогори
1232 км – Архангельськ
1267 км – Сєверодвінськ